# Hector Sam
Hector Sam, né le 25 février 1978 à Mount Hope à Trinité-et-Tobago, est un footballeur international trinidadien, qui évolue au poste d'attaquant. 
Il compte 20 sélections et 2 buts en équipe nationale entre 1999 et 2005. Il joue actuellement pour le club trinidadien du Police FC.

## Biographie

### Carrière de joueur
Avec le club de Jabloteh, il joue plusieurs matchs en Ligue des champions de la CONCACAF.

### Carrière internationale
Hector Sam est convoqué pour la première fois par le sélectionneur national Bertille St. Clair en 1999. Par la suite, le 31 mai 2003, il inscrit son premier but en sélection contre le Kenya, lors d'un match amical (1-1). 
Le sélectionneur Leo Beenhakker, le rappelle pour la Coupe du monde 2006, pour figurer dans le groupe élargi. Il n'est finalement pas retenu pour la compétition.
Il compte 20 sélections et 2 buts avec l'équipe de Trinité-et-Tobago entre 1999 et 2005.

## Statistiques

### Buts en sélection
Le tableau suivant liste les résultats de tous les buts inscrits par Hector Sam avec l'équipe de Trinité-et-Tobago.